# Rekowski IX

Herb Rekowski IX

Rekowski IX (Rekowsky, Güntz-Rekowski, Gynz-Rekowski, Gynz von Rekowski, Gynz odmienny, Ginz, Güntz, Günz, Wrycz-Rekowski) – kaszubski herb szlachecki, odmiana herbu Gynz.

## Opis herbu
Herb znany przynajmniej w czterech wariantach. Opisy z wykorzystaniem zasad blazonowania, zaproponowanych przez Alfreda Znamierowskiego:
Rekowski IX (Rekowsky, Güntz-Rekowski, Gynz-Rekowski, Gynz von Rekowski, Gynz odmienny, Ginz, Güntz, Günz, Wrycz-Rekowski): Tarcza trójdzielna w pas, w polu górnym, srebrnym, rak czerwony w prawo; w polu środkowym, błękitnym od prawej w pas półksiężyc złoty, takaż gwiazda, miecz srebrny, gwiazda złota; w polu dolnym, srebrnym, ryś naturalny, skaczący. Klejnot: nad hełmem w koronie pięć piór pawich. Labry błękitne, podbite srebrem.
Rekowski IX a (Rekowsky, Ginz-Rekowski, Güntz-Rekowski, Günz-Rekowski, Gynz-Rekowski, Gynz von Rekowski, Gynz odmienny, Ginz, Güntz, Günz, Wrycz-Rekowski): Sama tarcza z koroną. Tarcza jak w poprzednim, ale ryś gotujący się do skoku.
Rekowski IX b (Rekowsky, Güntz-Rekowski, Gynz-Rekowski, Gynz von Rekowski, Gynz odmienny, Ginz, Güntz, Günz, Wrycz-Rekowski): Jak poprzedni, ale w środkowym polu kolejno półksiężyc, gwiazda, miecz, półksiężyc, gwiazda.
Rekowski IX c (Rekowsky, Güntz-Rekowski, Gynz-Rekowski, Gynz von Rekowski, Gynz odmienny, Ginz, Güntz, Günz, Wrycz-Rekowski): Jak poprzedni, ale w miejsce lewego półksiężyca dodatkowa gwiazda.

## Najwcześniejsze wzmianki
Herb we wszystkich wariantach znany jest z prac badacza dziejów Rekowskiego-Wotocha (wariant podstawowy w Die Wappen der Rekowski, warianty odmienne w Versuch einer Geschlachte der aus Landen Bütow und Lauenberg in Pommern stammenden Adelsgeschlechter von Wotoch, von Styp, von Wrycz und von Gynz Rekowski). Wariant IX a pochodzi z pieczęci Franza Johanna, założyciela linii Gynzów. Wariantu IX b używał syn Franza, Berthold Hermann Peter Gynz von Rekowski (1813-92). Wariant IX c należał do drugiego syna Franza, Fedora Juliusa Leo von Rekowskiego (1812-67) i jego synów: Maxa Fedora (1844-70), Karl Franz Fedor (1848-1927) i Otto Fedor (1850-1915).

## Rodzina Rekowskich
Rekowski to jedno z najbardziej znanych nazwisk kaszubskich. Pochodzi od wsi Rekowo. Wieś ta była od początku własnością odrębnych rodzin, które przyjmowały następnie wspólne nazwisko odmiejscowe. Wedle dokumentu z 1638, powołującego się na przywilej z 1528, w Rekowie siedziały rody: Wotoch, Stip, Dorzik, Mrozik oraz Fritz (Fritze, Friz). W XVIII-XIX wieku dzielili się na linie: Wantochów (Wotochów), Stypów, Wryczów (Wrycza) i Gynzów (Günz). Herb Rekowski IX to jeden z czterech herbów skojarzonych Rekowskimi-Gynzami, jeden z jego wariantów należał do założyciela linii, pozostałe do jego potomstwa.

### Rodzina Rekowskich-Gynzów
Gynzowie to najmłodsza linia dziedziców Rekowa. Nazwisko czy też przydomek Gynz pojawiło się dopiero w 1804, a nosił go Franz Johann von Rekowski (1767-1813), syn Josepha von Rekowskiego. Johann otrzymał oficjalne potwierdzenie prawa do przydomku Gynz wraz z awansem i orderem Pour le Mérite w 1810 od króla Fryderyka Wilhelma III. Johann używał herbu Rekowski IX a. Dziad Johanna i ojciec Josepha, Matthias (zm. przed 1775) nosił przydomek Wrycz, zatem Gynzowie pochodzą od Wryczów-Rekowskich. Przydomek Gynz może wywodzić się od nazwiska Hinz albo Hinca, które należało do dziadka macierzystego Franza − Johanna. Franz osiadł na Śląsku, dając początek śląskiej rodzinie Gynzów-Rekowskich. Wnuki Franza Johanna otrzymały w 1880 zezwolenie od króla na zmianę nazwiska Gynz von Rekowski na von Gynz-Rekowski oraz zatwierdzenie rodowego herbu. Jego synowie dali początek dwóm liniom Gynzów-Rekowskich, z których jedna, pochodząca od Fedora Juliusa Leo Gynz von Rekowskiego, używała herbu Rekowski IX, druga, pochodząca od Bertholda Hermanna Petera, herbu Rekowski X.

## Herbowni
Rekowski (Reckowski, Reckowsky, Rekoskie, Rekowsky) z przydomkiem Gynz (Ginz, Güntz, Günz).
Zarówno Rekowscy bez przydomka jak i z przydomkami, notowani byli z szeregiem innych herbów. Pełna lista w haśle Rekowski.